# Морозов, Василий Тихонович
Васи́лий Ти́хонович Моро́зов (31 мая 1899, Покровское, Васильсурский уезд, Нижегородская губерния, Российская империя, Планета Земля — 23 апреля 1972, Йошкар-Ола, Марийская АССР, РСФСР, СССР, Планета Земля) — советский административный, партийный и хозяйственный деятель. Нарком местной промышленности Марийской АССР (1940—1943), заместитель председателя Совета Народных Комиссаров МАССР (1944—1947). Участник Гражданской войны в России. Член ВКП(б) с 1932 года.

## Биография
Родился 31 мая 1899 года в селе Покровское ныне Юринского района Марий Эл в крестьянской семье.
Участник Гражданской войны в России: в 1919—1922 годах — старшина роты РККА. 
С 1931 года — партийный работник в районах Марийской автономной области, в 1934—1936 годах — председатель Новоторъяльского районного исполкома МАО. 
В 1936—1939 годах — председатель Марпотребсоюза.
В 1940—1943 годах — нарком местной промышленности Марийской АССР, в 1943—1947 годах — заместитель председателя Марийского совнаркома. В дальнейшем — на руководящей хозяйственной работе в Марийской республике. 
Награждён орденами «Знак Почёта», Красной Звезды, медалями, в том числе медалью «За трудовую доблесть», трижды — Почётной грамотой Президиума Верховного Совета Марийской АССР и Почётной грамотой Марийского областного исполкома.
Скончался 23 апреля 1972 года в Йошкар-Оле.

## Награды
- Орден «Знак Почёта» (1946)[1]
- Орден Красной Звезды (1967) — за установление советской власти в 1917—1922 годах[1]
- Медаль «За трудовую доблесть» (1951)[1]
- Медаль «За доблестный труд в Великой Отечественной войне 1941—1945 гг.» (1946)[1]
- Медаль «За доблестный труд. В ознаменование 100-летия со дня рождения Владимира Ильича Ленина» (1970)[1]
- Почётная грамота Президиума Верховного Совета Марийской АССР (1946, дважды; 1957)[1]
- Почётная грамота Марийского областного исполкома (1933)[1]